# Bundesinstitut für Bildungsforschung, Innovation und Entwicklung des österreichischen Schulwesens
Das Bundesinstitut für Bildungsforschung, Innovation und Entwicklung des österreichischen Schulwesens (BIFIE) wurde mit 1. Jänner 2008 vom österreichischen Nationalrat errichtet (BGBl. I Nr. 25/2008). Das Bundesinstitut war eine Anstalt des öffentlichen Rechts mit eigener Rechtspersönlichkeit. Es wurde mit dem Ziel gegründet, das österreichische Schulwesen innovativ zu entwickeln, um eine Steigerung des Umfangs und der Qualität bildungswissenschaftlicher Tätigkeiten zu erreichen. Das BIFIE hatte seinen Sitz in Salzburg.
Neben der Erstellung des Nationalen Bildungsberichts zählte zu den Hauptaufgaben des Bundesinstituts die Qualitätsentwicklung in der Bildung, das Bildungsmonitoring (Beobachtung des österreichischen Schulsystems), die Entwicklung von Bildungsstandards und von Diagnoseinstrumenten zur informellen Kompetenzmessung, einer Neuen Reifeprüfung, sowie die Angewandte Bildungsforschung und Information und Beratung von Bürgern und Politikern.
Im Jahr 2009 (BGBl. I Nr. 113/2009) wurde dem BIFIE auch die Abwicklung der Zentralmatura übertragen. Die Betreuung der Zentralmatura wurde dem BIFIE im Jahr 2015 (BGBl. I Nr. 151/2015) wieder entzogen; gleichzeitig wurden die dafür zuständigen Bediensteten am Standort Wien in den Bundesdienst übernommen.
Im Jahr 2019 wurde beschlossen (BGBl. I Nr. 50/2019), das BIFIE mit 1. Juli 2020 aufzulösen. An seine Stelle tritt das Institut des Bundes für Qualitätssicherung im österreichischen Schulwesen (IQS), das dem Bildungsministerium als Bundesdienststelle direkt unterstellt ist.

## Organisation
Die Leitung des BIFIE oblag einem Direktor, zeitweilig auch einem aus zwei Mitgliedern zusammengesetzten Direktorium. Der Direktor oder die Direktoren wurden vom Bildungsminister bestellt. Außerdem bestand ein Aufsichtsrat zur Kontrolle des Direktoriums und ein wissenschaftlicher Beirat mit beratender Funktion.
Die Gliederung des BIFIE änderte sich – bedingt durch Zuweisungen neuer Aufgaben und Entziehung bestehender Aufgaben – im Laufe der Geschichte des BIFIE teilweise wesentlich. Von Oktober 2019 bis zur Auflösung des BIFIE entsprach die Gliederung bereits der Gliederung des IQS.